# Talgat Musabáiev
Talgat Amangeldyuly Musabáiev (en kazajo: Талғат Аманкелдіұлы Мұсабаев, Talğat Amankeldıūly Mūsabaev; 7 de enero de 1951 – 3 de agosto de 2025) fue un piloto de pruebas y cosmonauta kazajo que voló en tres vuelos espaciales. Sus dos primeros vuelos espaciales fueron estancias de larga duración a bordo de la estación espacial rusa Mir. Su tercer vuelo espacial fue una misión de visita de corta duración a la Estación Espacial Internacional, que también llevó al primer turista espacial, Dennis Tito.
Se retiró como cosmonauta en noviembre de 2003. Entre 2007 hasta su muerte fue director de la Agencia Espacial Nacional de Kazajistán, KazCosmos.

## Biografía
Talgat Musabáiev se graduó del Instituto de Ingenieros de Aviación Civil de Riga en 1974. Posteriormente, estudió en la Escuela Superior de Aviación Militar en Ajtúbinsk, donde se graduó en 1983 con un diploma en ingeniería. Musabayev recibió varios premios como piloto acrobático y fue seleccionado como cosmonauta el 11 de mayo de 1990. En 1991, fue nombrado comandante y transferido al grupo de cosmonautas de la Fuerza Aérea (TsPK-11).

## Carrera como cosmonauta
Musabáiev fue seleccionado para ser cosmonauta el 11 de mayo de 1990.

### Mir EO-16
Su primer vuelo espacial fue como miembro de la tripulación de la misión de larga duración la Mir EO-16, que fue lanzada y aterrizó por la nave espacial Soyuz TM-19. Musabayev fue designado como ingeniero de vuelo; la misión duró del 1 de julio de 1994 al 4 de noviembre de 1994, con una duración total de 125 días, 22 horas y 53 minutos.

### Mir EO-25
Su segundo vuelo espacial fue como comandante de otra expedición de larga duración la Mir EO-25, que fue lanzada por la nave espacial Soyuz TM-27. La misión duró del 29 de enero de 1998 al 25 de agosto de 1998.

### ISS EP-1

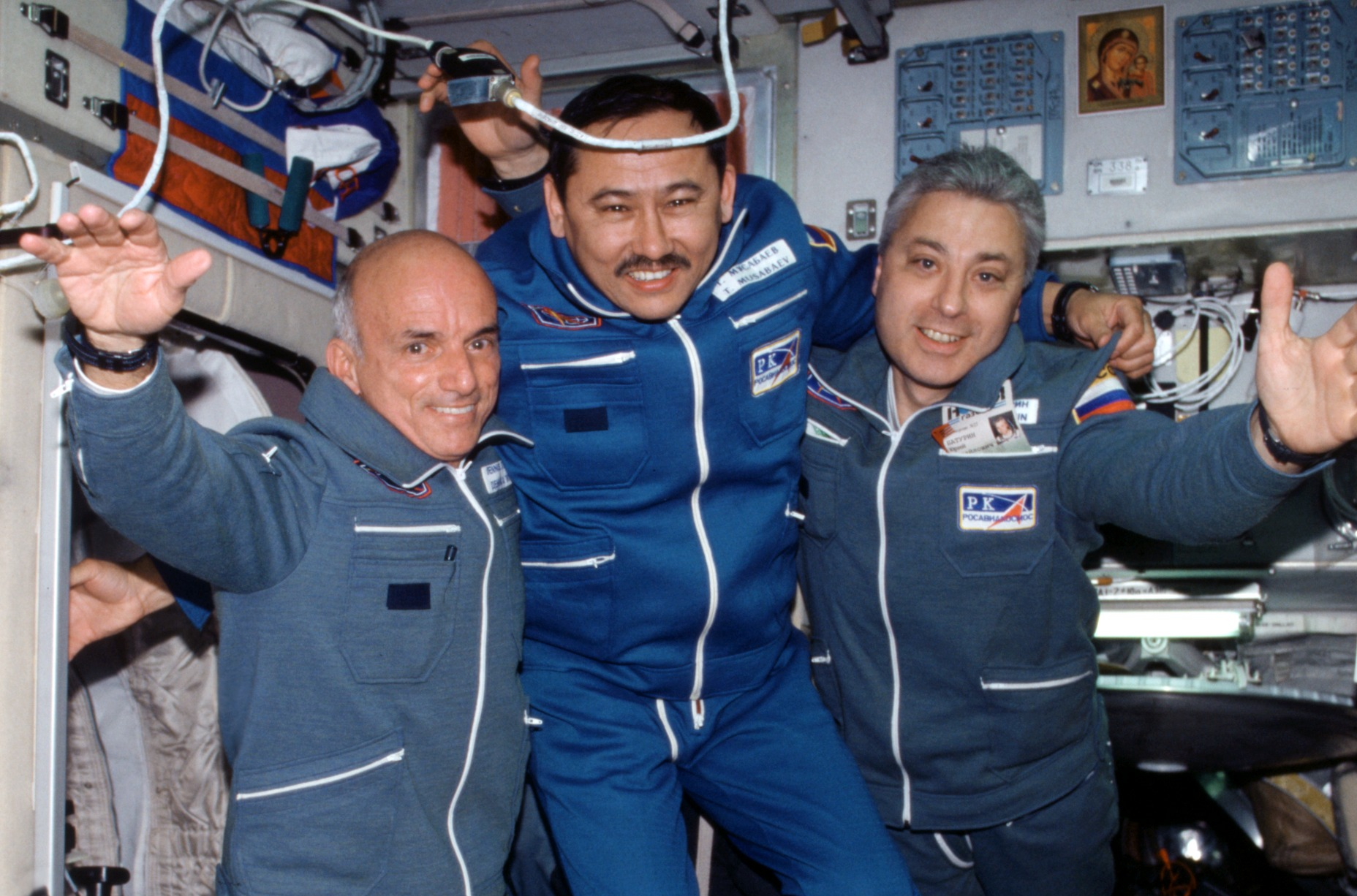
El comandante de la Soyuz TM-32 Talgat Musabáev, el ingeniero de vuelo Yuri Baturin, y el estadounidense Dennis Tito

Su tercera misión fue como Comandante de la ISS EP-1, que fue una misión de visita a la Estación Espacial Internacional. Fue lanzado por la Soyuz TM-32 y aterrizó con la Soyuz TM-31 el 6 de mayo de 2001, con una duración total de 7 días, 22 horas y 4 minutos. Esta misión visitante se destacó por llevar al primer turista espacial, el multimillonario estadounidense Dennis Tito.
En 2007, estaba entre los treinta cosmonautas que más tiempo habían permanecido en el espacio.

## Vida posterior
Abandonó su carrera como cosmonauta en noviembre de 2003. Se convirtió en subdirector de la Academia de Ingeniería de la Fuerza Aérea Zhukovsky y fue ascendido al rango de mayor general en septiembre de 2003. De 2005 a 2007 fue director general de Bayterek Corp., que era una Joint Venture rusa-kazaja. El 11 de abril de 2007, fue nombrado Jefe de la Agencia Espacial Nacional de la República de Kazajistán, también conocida como KazCosmos.
Del 13 de julio de 2017 al 24 de enero de 2023 fue diputado del Senado del Parlamento de la República de Kazajistán.
El 4 de agosto de 2025, el servicio de prensa del jefe de Estado de Kazajistán, Kasim-Yomart Tokáev, expresó sus condolencias por el fallecimiento del cosmonauta, estadista y figura pública Talgat Musabayev, al que calificó como un «héroe que conquistó el espacio tres veces y realizó caminatas espaciales, glorificando a nuestro país con sus hazañas». Estaba casado y tenía dos hijos.

## Condecoraciones y honores

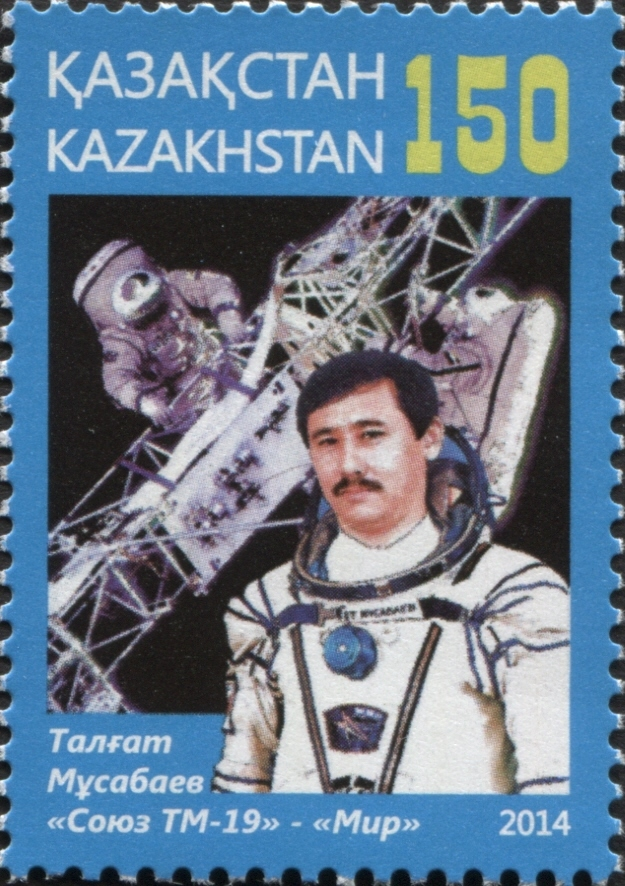
Musabáiev en un sello de correos de Kazajistán de 2015

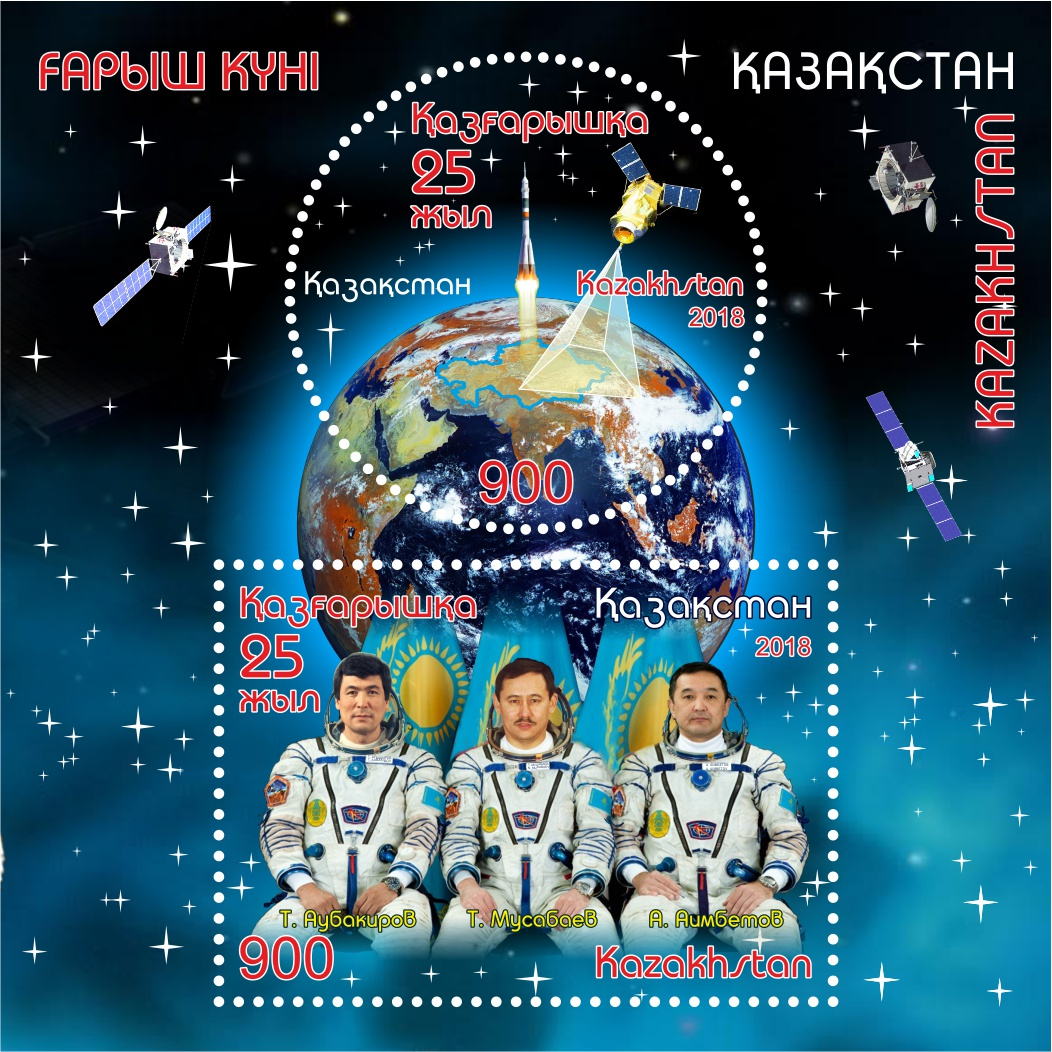
Sello de correos de Kazajistán de 2018, en conmemoración del 25.º aniversario de Kazcosmos

- Héroe de la Federación de Rusia (24 de noviembre de 1994): por su participación activa en la preparación y la implementación exitosa de un vuelo espacial prolongado en el complejo de investigación científica orbital Mir, mostrando coraje y heroísmo.
- Héroe del Pueblo de Kazajistán (1995)
- Orden al Mérito por la Patria (Rusia);
  - 2.do grado (28 de septiembre de 2001) - por su coraje y heroísmo en la implementación del vuelo espacial internacional
  - 3.er grado (25 de diciembre de 1998) - por su coraje y desinterés mostrados durante el vuelo espacial en el complejo de investigación científica orbital Mir
- Orden de Otan (Kazajistán, 1998)
- Orden del Leopardo, 1.er grado (Kazajistán, 2002)
- Medalla por los Méritos en la Exploración del Espacio (12 de abril de 2011) - por su destacada contribución al desarrollo de la cooperación internacional en vuelos espaciales tripulados
- Medalla de Astaná (Kazajistán, 1999)
- Orden de la Amistad de los Pueblos (Rusia, 10 de octubre de 1991) – por su participación activa en la preparación del vuelo espacial en el complejo de investigación científica orbital Mir, una gran contribución al fortalecimiento del entendimiento mutuo, la amistad y la confianza entre los pueblos de la Unión Soviética y la República de Austria
- Piloto-cosmonauta de la Federación de Rusia (1994)
- Piloto-cosmonauta de Kazajistán (1995)
- Condecoración de Honor por Servicios a la República de Austria (Austria, 1991)
- Oficial de la Legión de Honor (Francia, octubre de 2010) – por los servicios a la exploración del espacio y, en particular, que el gran programa espacial en Francia durante el segundo vuelo espacial de 208 días en 1998, y la asociación estratégica efectiva con Francia al frente de KazCosmos
- Medalla de vuelo espacial de la NASA (Estados Unidos, 1998)